# Zotmund
A Zotmund germán eredetű férfinév a jelentése: gyors + védelem.

## Gyakorisága
Az 1990-es években szórványos név, a 2000-es években nem szerepel a 100 leggyakoribb férfinév között.

## Névnap
- március 1.[2]

## Híres Zotmundok
- Búvár Kund lovag
- Zotmund Pal / International Reporter /